# 阿爾默日鄉
44°27′N 23°42′E / 44.450°N 23.700°E
阿爾默日鄉（羅馬尼亞語：Comuna Almăj, Dolj），是羅馬尼亞的鄉份，位於該國西南部，由多爾日縣負責管轄，面積28平方公里，海拔高度125米，2007年人口2,045，人口密度每平方公里73人。